# Hawk-Eye

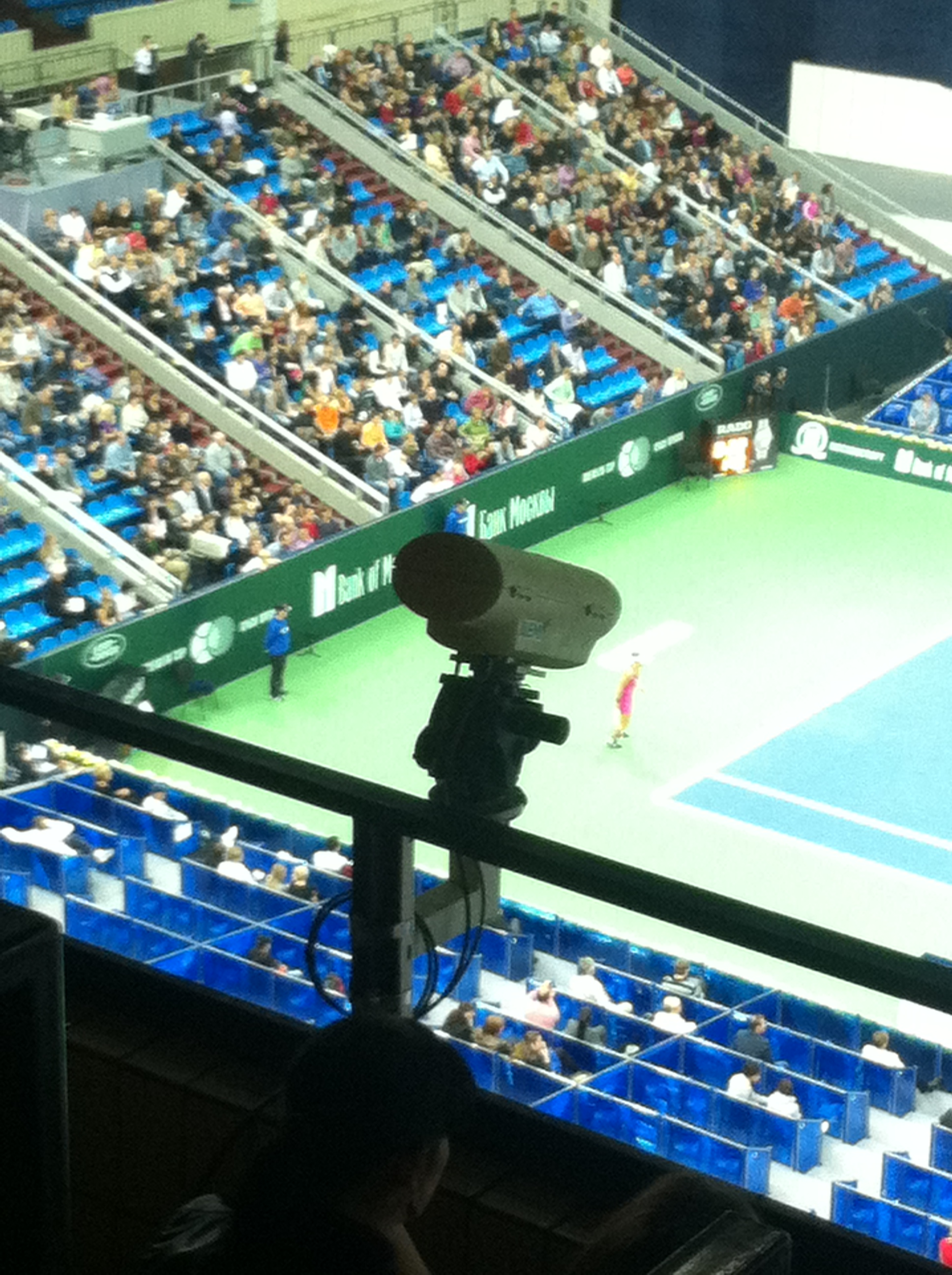
Kamera wykorzystywana przez system sokolego oka w tenisie

Hawk-Eye (także Challenge, sokole oko, jastrzębie oko) – elektroniczny system umożliwiający rozstrzygnięcie kontrowersyjnych punktów, stosowany w sporcie, wykorzystywany m.in. w krykiecie, tenisie, badmintonie, szermierce, siatkówce, piłce nożnej i snookerze. Jego działanie umożliwiają kamery i czujniki przesyłające do komputera zarejestrowany bądź animowany obraz.
Wynalazcą Hawk-Eye jest Paul Hawkins. Jego firma produkująca system sokolego oka została przejęta w 2011 roku przez Sony.

## Hawk-Eye w tenisie

Obwód piłki tenisowej jest większy od powierzchni dotykającej kortu

W systemie Hawk-Eye wykorzystywane są kamery zainstalowane ponad placem gry i czujniki umieszczone na korcie. Urządzenia rejestrują tor lotu piłki tenisowej, a następnie przesyłają dane do komputera, który tworzy trójwymiarowy animowany obraz lotu piłki wraz z miejscem odbicia o kort. Dokładność odwzorowania punktu odbicia piłki wynosi około 3,6 milimetra.
Koszt montażu sokolego oka na jednym korcie wynosi około 100 tys. dolarów.
Debiut sokolego oka w profesjonalnym turnieju nastąpił podczas Pucharu Hopmana w 2006 roku, w meczu Holandii z Chinami. Holenderka Michaëlla Krajicek była pierwszą tenisistką, która skorzystała z tego systemu.
Challenge jest wykonywany na prośbę zawodnika. Tenisiście przysługują trzy szanse na nieudane sprawdzenie zagrania w każdym secie i jedna dodatkowa w tie breaku. Jeśli sportowiec nie popełni pomyłki, próba nie zostaje odebrana, tak więc liczba poprawnych sprawdzeń nie jest ograniczona.

## Hawk-Eye w badmintonie
Badmintoniści mogli korzystać z systemu sokolego oka podczas turnieju w Dżakarcie w 2013 roku. Kamery ruchu dostarczały precyzyjnych informacji na temat miejsca upadku lotki. Challenge musiał być dokonany od razu po zakończeniu akcji, przed rozpoczęciem kolejnego punktu. Zawodnicy korzystać z usprawnienia mogli dwukrotnie w trakcie meczu. W przypadku właściwej oceny sytuacji nie tracili szans.

## Hawk-Eye w piłce nożnej
Sokole oko w piłce nożnej, dostarcza sędziemu informacji w momencie przekroczenia linii bramkowej przez piłkę. Wykorzystywane do tego jest pole magnetyczne i specjalne czujniki. Od sezonu 2013/2014 system siedmiu kamer kontrolował bramki w rozgrywkach Premier League. W Polsce system zadebiutuje podczas transmisji na żywo przy Mistrzostwach Europy w piłce nożnej w 2024 roku.

## Hawk-Eye w siatkówce
Sokole oko w siatkówce otrzymało nazwę Challenge System Volleyball. Wykorzystane zostało podczas meczu finałowego PlusLigi w sezonie 2010/2011. Na układ składało się 15 kamer – 8 skierowanych w stronę linii boiska, 3 zwrócone na siatkę i antenkę oraz 4 przekazujące podgląd tablicy wyników i boiska. Kamery rejestrowały klatki filmowe co 0,008 sekundy. Koszt montażu jednego zestawu wynosi około 350 tys. złotych.
W 2013 roku poinformowano, że system sokolego oka będzie wykorzystywany podczas wszystkich meczów Mistrzostw Świata w Piłce Siatkowej Mężczyzn 2014.